# Bálsamo

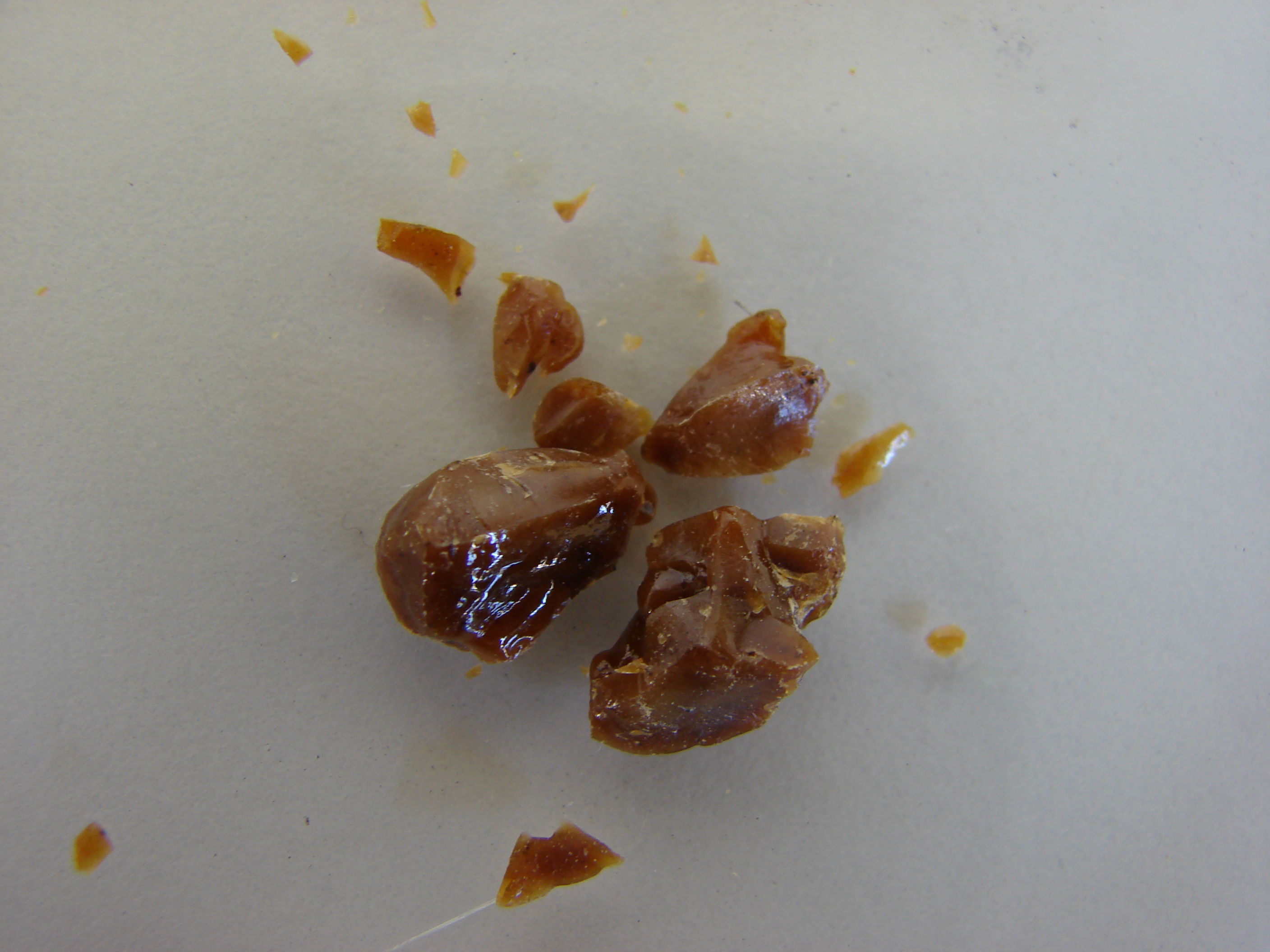
Bálsamo de Tolú

El bálsamo es una secreción vegetal compuesta de resina, aceites aromáticos, alcoholes y ésteres, por ejemplo el incienso. Los bálsamos suelen ser utilizados como desodorizadores y purificadores. En ocasiones las momias egipcias eran cubiertas con bálsamos; el proceso de momificación también recibió el nombre de embalsamado.
Los bálsamos son sólidos, viscosos o más o menos fluidos según prepondera uno u otro de sus elementos. Su color, ordinariamente bastante oscuro varía desde el amarillo-moreno hasta el moreno negruzco. Deben su olor en parte al aceite volátil que contienen y algunas veces al del ácido benzoico expuestos durante largo tiempo al aire libre, se endurecen y toman un aspecto resinoso perdiendo su olor a consecuencia de la dispersión en la atmósfera de su aceite volátil. Se mezclan generalmente en todas proporciones con el alcohol, el éter, los aceites grasos y volátiles y son insolubles en el agua. Por la simple destilación solo puede separarse una pequeña parte del aceite volátil que contienen. Para obtener la totalidad es preciso destilarlos con agua, operación que se practica en gran escala con la trementina para extraer el aceite esencial de trementina. Todos los bálsamos nacen, sea naturalmente o por incisiones practicadas al efecto, de ciertos árboles.

## Ejemplos de bálsamo
Otros ejemplos de bálsamo son:
- Bálsamo de El Salvador.
- Balsamina, obtenida de las impatiens
- Bálsamo de Canadá, obtenido del abies balsamea.
- Bálsamo de alerce americano, obtenido del populus.
- Bálsamo de Tolú, obtenido de la resina del árbol Myroxylon toluifera.
- Bálsamo del Perú, obtenido de la resina del Myroxylon pereirae y del Myroxylon balsamum.
- Bálsamo de copaiba
- Trementina
- Bálsamo de Judea o bálsamo de La Meca
- Charol chino
- Estoraque